# Астафьев, Александр Сергеевич
Алекса́ндр Серге́евич Аста́фьев (укр. Олекса́ндр Сергі́йович Аста́ф'єв; 13 (25) августа 1867 — 1919/1923?) — военный инженер, полковник (1910) Русской императорской армии, штатный преподаватель Чугуевского, затем 2-го Киевского Николаевского, военных училищ. Участник гражданской войны на Украине, генерал-хорунжий (1918) армий Украинской державы и Украинской народной республики.

## Биография
Из потомственных дворян Курской губернии (якобы утверждал, что его дед имел украинскую фамилию Остапура, изменённую затем на Астафьев). Православного вероисповедания.
Общее образование получил в 1-м Московском кадетском корпусе (окончил курс).

### Служба в Русской императорской армии
В военную службу вступил 01.09.1885 юнкером Михайловского артиллерийского училища (Санкт-Петербург). По окончании по 1-му разряду полного курса училища, Высочайшим Приказом от 09.08.1888 произведен из портупей-юнкеров в подпоручики (со старшинством в чине с 11.08.1886) и назначен на службу в 31-ю полевую артиллерийскую бригаду (г. Белгород). 16.12.1890 был произведен в чин поручика (со старшинством с 11.08.1890).
В 1896 году, в С.-Петербурге, окончил Николаевскую инженерную академию по 1-му разряду и зачислен по инженерным войскам. 19.05.1896 произведен в штабс-капитаны, с переводом в военные инженеры. Службу продолжал в Одессе, в Окружном инженерном управлении Одесского военного округа, военным инженером. 05.04.1898 — произведен в капитаны.
21 июня 1902 года — уволен от службы подполковником, «с мундиром».
С 21.06.1902 по 04.01.1906 был в отставке. Увлекался театром, играл в театральной труппе Кропивницкого под псевдонимом « (укр.) Степови́й» (Степовой).
4 января 1906 года отставной военный инженер Астафьев определён в службу в Чугуевское пехотное юнкерское училище штатным офицером–преподавателем в чине капитана (со старшинством — с 18.10.1901).
02.04.1906 — произведен в подполковники, а 18.04.1910, за отличие по службе, — в полковники.
На январь 1914 года — был не женат (брак расторгнут), имел сына 1892 года рождения.
В начале Первой мировой войны, 1 сентября 1914 года, полковник Астафьев был переведен из Чугуева в губернский город Киев, в недавно созданное 2-е Киевское Николаевское военное училище штатным преподавателем. (на 06.04.1916, 01.08.1916, 04.03.1917 — был в том же чине, в той же должности). В боевых действиях на фронтах Первой мировой войны участия не принимал.

### Служба в украинской армии
После февральской 1917 года революции в Петрограде полковник Астафьев поддержал украинское национальное движение и созданную украинскую Центральную Раду, участвовал в Киеве в проукраинских митингах и манифестациях. После октябрьской революции 1917 года в Петрограде — перешёл на сторону провозглашённой Украинской народной республики (УНР).
С декабря 1917 года — начальник отдела военно-учебных заведений Военного министерства Центральной Рады. В январе 1918 года, в Киеве, в составе военизированных формирований УНР, принимал участие в уличных боях с красногвардейскими отрядами. С начала марта по конец апреля 1918 года — начальник Главного управления военных школ армии УНР.
В 1918 году — в составе вооружённых сил Украинской державы. С 22.06.1918 — начальник Главного военно–учебного управления. 03.08.1918 — уволен (с 01.08.1918) с должности в резерв, с назначением состоять при Военном Министерстве, с жалованьем по прежней должности. 13.08.1918 — утвержден в чине генерального хорунжего (генерал-хорунжего) со старшинством с 18.02.1916.
После отречения, в ноябре 1918 года, гетмана Скоропадского от власти служил в армии восстановленной УНР. В декабре 1918 – январе 1919 года — начальник Главного военно–учебного управления армии УНР. В январе–июне 1919 года — военный атташе УНР в Турции, после возвращения — в распоряжении Главного управления Главного штаба (ГУГШ) армии УНР.
С 25.08.1919 генерал-хорунжий Астафьев — в должности штаб-офицера для поручений 2-го помощника Военного министра УНР. В октябре–ноябре 1919 года занимался формированием офицерской Инженерной школы.
После поражения армии УНР и эмиграции украинского правительства в Польшу, остался в Украине. В конце 1919 года находился в районе Чугуева.
Дальнейшая судьба А. С. Астафьева после 1919 года доподлинно не известна. По некоторым данным, в 1920–1923 годах он якобы возглавлял повстанческие отряды в Харьковской губернии и погиб в бою с «красными».

## Награды
ордена:
- Святой Анны 3-й степени (ВП от 06.12.1901)
- Святого Станислава 2-й степени (ВП от 06.12.1909)
- Святой Анны 2-й степени (ВП от 06.12.1913)
- Святого Владимира 4-й степени (ВП от 06.04.1916; с 06.12.1915)
- Святого Владимира 3-й степени (Дополнение к ПАФ от 04.03.1917; утверждено 20.02.1917, — с 06.12.1916: …за отлично-ревностную службу и особые труды, вызванные обстоятельствами текущей войны.)

медали:
- «В память царствования императора Александра III» (1896)
- «В память 100-летия Отечественной войны 1812 года» (1912)
- «В память 300-летия царствования дома Романовых» (1913)